# Associazione Calcio Fiorentina 1954-1955
Questa voce raccoglie le informazioni riguardanti l'Associazione Calcio Fiorentina nelle competizioni ufficiali della stagione 1954-1955.

## Stagione
La stagione 1954-1955 della Fiorentina si conclude con un buon quinto posto nel campionato di Serie A, anche grazie all'arrivo dall'Udinese del bomber Giuseppe Virgili che quest'anno conclude il torneo a quota 15 reti.
Oltre a questi fanno il proprio esordio in maglia viola il portiere Giuliano Sarti e il centrocampista Alberto Orzan, mentre lascia la squadra, dopo tredici campionati, Augusto Magli.
Da segnalare i tanti infortuni della stagione e, tra le altre, le ottime prestazioni contro l'Inter, superata 5-3 a Milano, e la vittoria nel derby dell'Appennino col Bologna che perderà così ogni speranza di scudetto per quest'anno.
Malgrado ciò, il previsto salto di qualità non riesce, con la squadra gigliata che dà la sensazione di non essere ancora pronta a un cammino di vertice, anche se il gruppo di giocatori è sicuramente cresciuto di livello negli ultimi due anni.

## Rosa
| N. |                   | Ruolo | Calciatore           |
| -- | ----------------- | ----- | -------------------- |
|    | Italia (bandiera) | P     | Leonardo Costagliola |
|    | Italia (bandiera) | P     | Giuliano Sarti       |
|    | Italia (bandiera) | D     | Ardico Magnini       |
|    | Italia (bandiera) | D     | Sergio Cervato       |
|    | Italia (bandiera) | D     | Giancarlo Capucci    |
|    | Italia (bandiera) | D     | Alberto Orzan        |
|    | Italia (bandiera) | D     | Italo Biagi          |
|    | Italia (bandiera) | C     | Aldo Scaramucci      |
|    | Italia (bandiera) | C     | Maurilio Prini       |
|    | Italia (bandiera) | C     | Claudio Bizzarri     |

| N. |                    | Ruolo | Calciatore                   |
| -- | ------------------ | ----- | ---------------------------- |
|    | Italia (bandiera)  | C     | Francesco Rosetta (capitano) |
|    | Italia (bandiera)  | C     | Giuseppe Chiappella          |
|    | Italia (bandiera)  | C     | Armando Segato               |
|    | Italia (bandiera)  | C     | Amos Mariani                 |
|    | Italia (bandiera)  | C     | Luigi Zambaiti               |
|    | Uruguay (bandiera) | C     | Ernesto Vidal                |
|    | Svezia (bandiera)  | A     | Gunnar Gren                  |
|    | Italia (bandiera)  | A     | Sebastiano Buzzin            |
|    | Italia (bandiera)  | A     | Guido Gratton                |
|    | Italia (bandiera)  | A     | Giuseppe Virgili             |

## Risultati

### Serie A

#### Girone di andata
| Arbitro: | Guarnaschelli (Pavia) |

|                          |           |                    |
| Mariani 18’ Bizzarri 42’ | Marcatori | 77’ (aut.) Cervato |

| Arbitro: | Perego (Milano) |

|                      |           |  |
| Eidefjäll 35’ (aut.) | Marcatori |  |

| Arbitro: | Bernardi (Bologna) |

|                                    |           |           |
| Burini 66’ (rig.) A. Fontanesi 68’ | Marcatori | 14’ Vidal |

| Arbitro: | Pieri (Trieste) |

|                                          |           |                                     |
| Capucci 50’ (aut.) Ronzon 58’ Farina 65’ | Marcatori | 21’ Segato 28’ Bizzarri 34’ Virgili |

| Firenze 17 ottobre 1954 5ª giornata | Fiorentina       | 0 – 0 | Juventus | Stadio Comunale\| Arbitro: \| Orlandini (Roma) \| |
| Arbitro:                            | Orlandini (Roma) |       |          |                                                   |

| Arbitro: | Liverani (Torino) |

|              |           |                                   |
| Olivieri 24’ | Marcatori | 34’ Virgili 38’ Gren 62’ Bizzarri |

| Arbitro: | Marchese (Napoli) |

|                                      |           |               |
| Bizzarri 21’ Mariani 77’ Virgili 83’ | Marcatori | 59’ Selmosson |

| Arbitro: | Pieri (Trieste) |

|                    |           |             |
| Rosetta 46’ (aut.) | Marcatori | 67’ Virgili |

| Arbitro: | Piemonte (Monfalcone) |

|  |           |                            |
|  | Marcatori | 25’ Schiaffino 36’ Nordahl |

| Arbitro: | Grandville (Roma) |

|                          |           |               |
| Mariani 15’ Bizzarri 84’ | Marcatori | 23’ Rasmussen |

| Arbitro: | Pieri (Trieste) |

|                   |           |              |
| Amadei 42’ (rig.) | Marcatori | 58’ Bizzarri |

| Arbitro: | Agnolin (Bassano del Grappa) |

|            |           |               |
| Buzzin 29’ | Marcatori | 25’ Cavazzuti |

| Genova 26 dicembre 1954 13ª giornata | Genoa            | 0 – 0 | Fiorentina | Stadio Luigi Ferraris\| Arbitro: \| Orlandini (Roma) \| |
| Arbitro:                             | Orlandini (Roma) |       |            |                                                         |

| Arbitro: | Campanati (Milano) |

|             |           |                                     |
| Virgili 12’ | Marcatori | 31’, 54’ Pivatelli 82’ Valentinuzzi |

| Arbitro: | Maurelli (Roma) |

|  |           |             |
|  | Marcatori | 24’ Virgili |

| Arbitro: | Liverani (Torino) |

|                                |           |                                                              |
| Brighenti 65’, 90’ Lorenzi 85’ | Marcatori | 9’ (aut.) Bernardin 11’, 42’ Bizzarri 23’ (rig.) 88’ Virgili |

| Arbitro: | Orlandini (Roma) |

|                                         |           |               |
| Virgili 22’ Zambaiti 34’, 74’ Orzan 66’ | Marcatori | 90’ Lucentini |

#### Girone di ritorno
| Arbitro: | Piemonte (Monfalcone) |

|  |           |              |
|  | Marcatori | 18’ Bizzarri |

| Arbitro: | Agnolin (Bassano del Grappa) |

|             |           |  |
| Renosto 60’ | Marcatori |  |

| Arbitro: | Pieri (Trieste) |

|  |           |              |
|  | Marcatori | 39’ Bredesen |

| Arbitro: | Maurelli (Roma) |

|             |           |  |
| Virgili 16’ | Marcatori |  |

| Arbitro: | Orlandini (Roma) |

|                                                  |           |             |
| Colombo 19’ Boniperti 77’ Bronée 82’ Manente 88’ | Marcatori | 37’ Virgili |

| Arbitro: | Liverani (Torino) |

|            |           |  |
| Buzzin 88’ | Marcatori |  |

| Arbitro: | Scaramella (Roma) |

|                               |           |            |
| Pinardi 66’ (rig.) 89’ (rig.) | Marcatori | 73’ Segato |

| Arbitro: | Piemonte (Monfalcone) |

|              |           |  |
| Bizzarri 86’ | Marcatori |  |

| Arbitro: | Jonni (Macerata) |

|                                              |           |  |
| Schiaffino 12’ Nordahl 38’ Sørensen 51’, 65’ | Marcatori |  |

| Arbitro: | Liverani (Torino) |

|                                          |           |                  |
| Rasmussen 24’, 40’, 54’ Brugola 42’, 82’ | Marcatori | 60’ (aut.) Villa |

| Firenze 24 aprile 1955 28ª giornata | Fiorentina      | 0 – 0 | Napoli | Stadio Comunale\| Arbitro: \| Perego (Milano) \| |
| Arbitro:                            | Perego (Milano) |       |        |                                                  |

| Arbitro: | Piemonte (Monfalcone) |

|                                       |           |                                        |
| Cavazzuti 4’ Bortoletto 45’ Celio 62’ | Marcatori | 3’, 69’ Virgili 23’ Mariani 51’ Segato |

| Arbitro: | Griggi (Brescia) |

|                     |           |                 |
| Buzzin 52’ Gren 74’ | Marcatori | 33’, 36’ Frizzi |

| Arbitro: | Bellè (Venezia) |

|  |           |                        |
|  | Marcatori | 60’ Segato 80’ Virgili |

| Arbitro: | Pieri (Trieste) |

|                        |           |                      |
| Segato 65’ Mariani 89’ | Marcatori | 17’ Pellis 71’ Bacci |

| Arbitro: | Liverani (Torino) |

|                                          |           |                               |
| Nesti 38’ (aut.) Virgili 39’ Mariani 81’ | Marcatori | 41’, 77’ Lorenzi 73’ Skoglund |

| Arbitro: | Marchetti (Milano) |

|           |           |             |
| Curti 47’ | Marcatori | 18’ Virgili |

## Statistiche

### Statistiche dei giocatori
A completamento delle statistiche vanno aggiunti 4 aurotreti a favore dei viola.
| Giocatore      | Serie A  | Serie A |
| Giocatore      | Presenze | Reti    |
| -------------- | -------- | ------- |
| I. Biagi       | 1        | 0       |
| C. Bizzarri    | 25       | 10      |
| S. Buzzin      | 17       | 3       |
| G. Capucci     | 18       | 0       |
| S. Cervato     | 18       | 0       |
| G. Chiappella  | 28       | 0       |
| L. Costagliola | 30       | -42     |
| G. Gratton     | 18       | 0       |
| G. Gren        | 23       | 2       |
| A. Magnini     | 31       | 0       |
| A. Mariani     | 30       | 6       |
| A. Orzan       | 21       | 1       |
| M. Prini       | 0        | 0       |
| F. Rosetta     | 31       | 0       |
| G. Sarti       | 4        | -6      |
| A. Scaramucci  | 2        | 0       |
| A. Segato      | 32       | 5       |
| E. Vidal       | 5        | 1       |
| G. Virgili     | 29       | 15      |
| L. Zambaiti    | 11       | 2       |

## Giovanili

### Piazzamenti
Allievi nazionali:
Carlin's Boys 1955: Vincitrice